# Сурмувка
Сурмувка (пол. Surmówka, нім. Surmowen) — село в Польщі, у гміні Сорквіти Мронґовського повіту Вармінсько-Мазурського воєводства.
Населення — 180 осіб (2011).
У 1975-1998 роках село належало до Ольштинського воєводства.

## Демографія
Демографічна структура станом на 31 березня 2011 року:
|          | Загалом | Допрацездатний вік | Працездатний вік | Постпрацездатний вік |
| -------- | ------- | ------------------ | ---------------- | -------------------- |
| Чоловіки | 93      | 22                 | 68               | 3                    |
| Жінки    | 87      | 29                 | 47               | 11                   |
| Разом    | 180     | 51                 | 115              | 14                   |